# Enigmazomus eruptoclausus
Espèce
Enigmazomus eruptoclausus est une espèce de schizomides de la famille des Hubbardiidae.

## Distribution
Cette espèce est endémique d'Oman. Elle se rencontre au Dhofar dans la grotte Qunf.

## Description
Le mâle holotype mesure 4,80 mm et la femelle paratype 4,65 mm.

## Publication originale
- Harvey, 2006 : The schizomid fauna (Arachnida: Schizomida: Hubbardiidae) of the Arabian Peninsula and Somalia. Fauna of Arabia, vol. 21, p. 167-177.